# Scotinotylus bodenburgi
Scotinotylus bodenburgi là một loài nhện trong họ Linyphiidae.
Loài này thuộc chi Scotinotylus. Scotinotylus bodenburgi được Ralph Vary Chamberlin & Wilton Ivie miêu tả năm 1947.